# Kafr Qallil
Kafr Qallil (tiếng Ả Rập: كفر قلّيل) là một thị trấn Palestine thuộc tỉnh Nablus của Nhà nước Palestine, phía bắc Bờ Tây. Theo Cục Thống kê Trung ương Palestine (PCBS), thị trấn có dân số 3.029 người vào năm 2017.

## Vị trí địa lý
Kafr Qallil nằm cách Nablus 4,30 km về phía nam, giáp với Nablus ở phía bắc và phía đông, và Burin ở phía nam và phía tây.

## Lịch sử
Những mảnh gốm từ thời kỳ đầu và cuối thời La Mã và Byzantine đã được tìm thấy ở đây. Ngoài đồ gốm, người ta còn tìm thấy những dòng chữ có niên đại từ thời Byzantine.
Nơi này đã được đề cập trong Biên niên sử Samari và là nơi sinh sống của người Samari vào thế kỷ thứ 7 CN. Benyamim Tsedaka đề cập đến gia đình Aanaan của người Samari, được trích dẫn trong một nguồn từ thế kỷ thứ 8, là những cư dân cũ của Kafr Qalil trước khi họ bị hủy diệt hoặc cải đạo.
Đồ gốm từ thời Umayyad cũng được tìm thấy ở đây.

### Thời kỳ Ottoman
Được sáp nhập vào Đế quốc Ottoman vào năm 1517 cùng với phần còn lại của Palestine, vào năm 1596, ngôi làng xuất hiện trong sổ đăng ký thuế của Ottoman với tư cách là nahiya Jabal Qubal, một phần của Sanjak Nablus. Dân số là 50 hộ gia đình và 11 người độc thân, tất cả đều theo đạo Hồi. Họ trả mức thuế cố định 33,3% cho các sản phẩm nông nghiệp, bao gồm lúa mì, lúa mạch, vụ hè, cây ô liu, dê và tổ ong, ngoài các khoản thu không thường xuyên và máy ép dầu ô liu hoặc xi-rô; tổng cộng là 15.000 akçe.
Năm 1838, Kefr Kullin được ghi nhận là một ngôi làng bên sườn núi Gerizim, nằm ở quận Jurat 'Amra, phía nam Nablus.
Năm 1870, Victor Guérin mô tả đây là một ngôi làng có hai trăm dân, được ngăn cách bởi một thung lũng ở hai quận, một phía bắc và một phía nam. Một vài khu vườn liền kề làng này.
Năm 1882, Cơ quan Khảo sát Tây Palestine của PEF đã mô tả Kefr Kullin là "Một ngôi làng nhỏ ở chân núi Gerizim, có một con suối trong làng; nó cao hơn con đường chính."

### Thời kỳ Ủy trị Anh
Trong cuộc điều tra dân số Palestine năm 1922 do chính quyền Ủy trị Anh tiến hành, Kufr Qallil có dân số 298 người theo đạo Hồi, đến thời điểm điều tra dân số năm 1931 tăng lên 332 người Hồi giáo, trong 79 hộ.
Theo thống kê năm 1945, Kafr Qallil (bao gồm Khirbat Sarin) có dân số 470 người, tất cả đều theo đạo Hồi, với 4.732 dunam đất đai, theo một cuộc khảo sát dân số và đất đai chính thức. Trong số này, 83 dunam là đất trồng trọt và đất tưới tiêu, 2.397 dunam được sử dụng để trồng ngũ cốc, trong khi 39 dunam là đất xây dựng (đô thị).

### Thời kỳ Jordan
Sau Chiến tranh Ả Rập-Israel năm 1948 và Hiệp định đình chiến năm 1949, Kafr Qallil nằm dưới sự cai trị của Jordan.
Cuộc điều tra dân số Jordan năm 1961 cho thấy có 749 cư dân ở đây.

### 1967 đến nay
Kể từ Chiến tranh Sáu ngày năm 1967, Kafr Qallil nằm dưới sự chiếm đóng của Israel.
Sau Hiệp định năm 1995, 27% đất làng được phân loại là Khu A, 73% còn lại là Khu C.
Israel đã tịch thu hàng trăm dunam đất đai của ngôi làng. Một số đã được sử dụng làm trạm kiểm soát quân sự của Israel và 15 dunam đã được chuyển đến khu định cư Har Brakha của Israel.

## Nhân khẩu
Cư dân Kafr Qallil thuộc nhiều gia đình khác nhau, chẳng hạn như Amer, Mansour và Theab.